# جوزپه گاندینی
جوزپه گاندینی (به ایتالیایی: Giuseppe Gandini) بازیکن فوتبال اهل ایتالیا است که از سال ۱۹۲۵ میلادی عضو تیم ملی فوتبال ایتالیا بوده و در ۶ بازی ملی حضور داشته‌است. او در بازی‌های ملی‌اش گلی به ثمر نرساند.
جوزپه گاندینی آخرین بازی ملی خود را در سال ۱۹۲۸ میلادی انجام داد.